# Scranton (Iowa)
Scranton é uma cidade localizada no estado americano de Iowa, no Condado de Greene.

## Demografia
Segundo o censo americano de 2000, a sua população era de 604 habitantes.
Em 2006, foi estimada uma população de 547, um decréscimo de 57 (-9.4%).

## Geografia
De acordo com o United States Census Bureau tem uma área de
4,9 km², dos quais 4,9 km² cobertos por terra e 0,0 km² cobertos por água.

## Localidades na vizinhança
O diagrama seguinte representa as localidades num raio de 20 km ao redor de Scranton.